# Жибер, Эрнест Иванович
Эрне́ст (Франц-Александр-Эрнест) Ива́нович Жибе́р (фр. Ernest Gibert; 25 декабря 1823, Париж — 4 февраля 1909, Санкт-Петербург) — русский архитектор, художник и преподаватель. Председатель Петербургского общества архитекторов (1893—1905). Тайный советник.

## Биография
Родился в Париже 25 декабря 1823 года. В 1834 году его отец, университетский преподаватель Жан-Эмиль Жибер (14.10.1795—03.05.1856), перешёл на русскую службу и переехал с семьёй в Петербург, где получил чин надворного советника и должность адъюнкта-преподавателя французской словесности историко-филологического отделения Главного педагогического института. До приезда в Россию Эрнест Иванович не знал русского языка. После окончания 3-й гимназии поступил в 1842 году в Императорскую Академию художеств, где занимался в классе А. П. Брюллова. Во время учёбы получал награды Академии художеств: малую и большую серебряные медали (1846), малую золотую (1847) за «проект ярмарки». В 1846 году общим собранием ИАХ присвоено звание неклассного художника архитектуры. Награждён большой золотой медалью (1849) за проект «Биржи» и тогда же получил звание классного художника 1-й степени.
С 1 июня 1849 года был главным помощником архитектора Р. И. Кузьмина на перестройке дворца в Гатчине и строительстве собора. В службе числился с 26 июля 1852 года, когда был принят архитектором чертёжной в Департамент проектов и смет Главного управления путей сообщения и публичных зданий с чином титулярного советника. По окончании работ в Гатчине в октябре 1852 года Жибер был награждён орденом Св. Анны 3-й степени и годовым окладом в 750 рублей серебром.
В 1858 году Жибер начал преподавать в Строительном училище, где продолжал работать до 1903 года. В 1859 году за проект одного из зданий Медико-хирургической академии был удостоен звания профессора архитектуры.
Состоял членом строительных комитетов Министерства внутренних дел и Императорского двора.
Был произведён в действительные статские советники 1 января 1869 года, в тайные советники — 27 марта 1877 года. В 1879—1887 годах — главный архитектор Ведомства учреждений императрицы Марии, в 1880-е годы также был архитектором Главного дворцового управления. Председатель комитета, состоящего при IV Отделении Собственной канцелярии. С 1883 по 1909 год был председателем Петербургского общества архитекторов.
Во второй половине XIX века он фактически руководил строительством в Российской империи. Жибер был также редактором российского журнала для архитекторов «Зодчий».
В 1896 году был награждён орденом Св. Александра Невского. С 1897 года — почётный член Академии художеств. Дослужился до чина тайного советника.
На протяжении всей своей жизни много путешествовал по европейской части Российской империи, многие его поездки были связаны с профессиональной деятельностью. В 1873 году посетил Всемирную выставку в Вене. Интересовался древнерусской архитектурой, русским и византийским стилями, что повлияло на его творчество и особенно выразилось в спроектированных им храмах в Самаре и Житомире.
Скончался после непродолжительной тяжёлой болезни 4 (17) февраля 1909 года. Похоронен на Смоленском лютеранском кладбище в Санкт-Петербурге рядом со своей супругой.

## Творчество

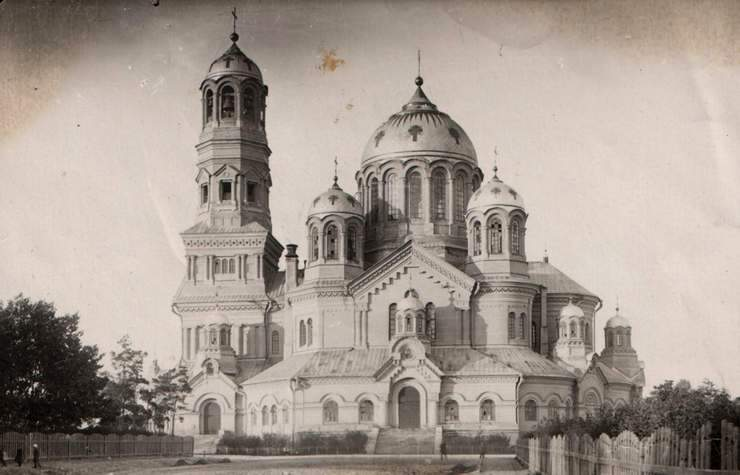
Храм Христа Спасителя в Самаре, построенный по проекту Жибера (не сохранился)

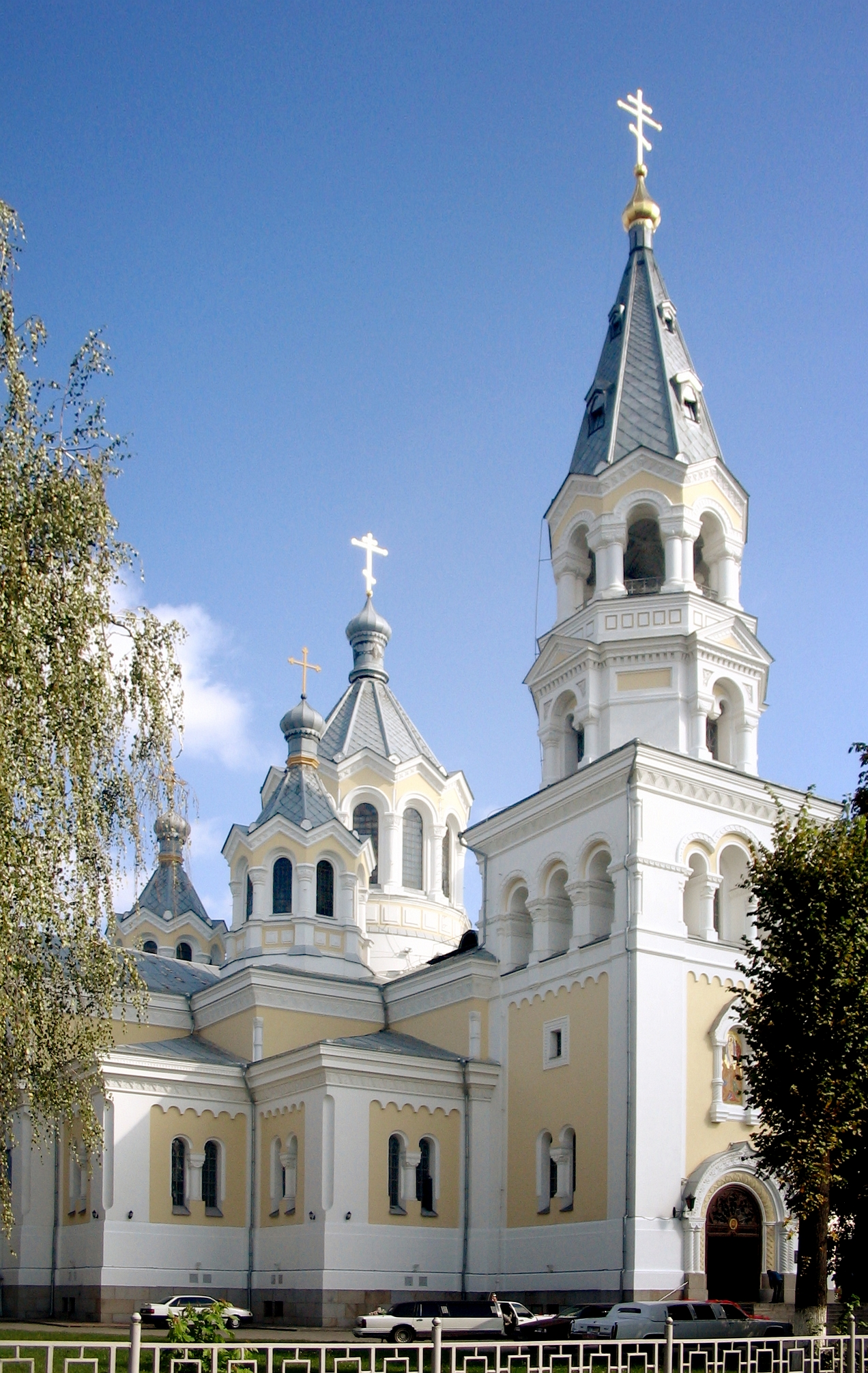
Спасо-Преображенский собор в Житомире. Архитекторы К. К. Рахау, Э. И. Жибер и В. Г. Шаламов.

- Аничков дворец (отделка интерьеров 1865—1867)
- Кафедральный собор в Самаре (не сохранился)
- Спасо-Преображенский кафедральный собор (Житомир). Совместно с К. К. Рахау и В. Г. Шаламовым.
- Комплекс зданий химической лаборатории (для С.-Петербургской химической лаборатории) (Петербург, Измайловский пр., 27)
- Комплекс зданий Экспедиции заготовления государственных бумаг (Петербург, Фонтанка, 144)
- Дом Дютфуа (трёхэтажный, с флигелями) (Петербург, Измайловский пр., 19; 1881)
- Дом Утина (Петербург, Конногвардейский бульвар. Совместно с Р. И. Кузьминым)
- Памятник-бюст Петра I перед Домиком Петра I (1875, по модели скульптора Николя-Франсуа Жилле, 1760).
- Два корпуса императорских казарм (1857 год) (Рижский проспект, Санкт-Петербург), совместно с К. Я. Маевским).
- Казанская церковь (1848—1849) и церковь во имя Божией Матери Всех Скорбящих Радости (1855—1856) в Новодевичьем монастыре (обе не сохранились).
- церковь Св. Мефодия Патарского и детский приют М. М. Молчанова (1875—1877 гг., не сохранились);
- здание приюта для хронически больных детей (1898, Петербург, Новороссийская ул. 1 — Большой Сампсониевский проспект, 107).
- Здания мастерских при Балтийском судостроительном заводе; Петербург, 1880 (совместно с Г. В. Барановским и А. П. Новицким)
- Покровский кафедральный собор в Самаре (1861).
- проект корпусов Императорского Сибирского университета в Томске (не осуществлён)[11] и каменная[источник не указан 2931 день] мемориальная часовня «над святым ключом» в Университетской роще.
- Православная церковь в Могилёве (1869).
- Собор в городе Тараща Киевской губернии (1869).
- Сельская церковь в селе Теремцы Подольской губернии (1896).
- Собор в г. Дубны Волынской губернии (1871).
- Собор в г. Ковеле Волынской губернии (1872).
- Православная церковь в Переяславле Полтавской губернии (1872).
- Евангелическо-лютеранская церковь Святой Марии (совместно с Г. Ф. Шрейбером) в Ялте. 1897 г.[уточнить] (Ялта, ул. Чехова, 10).
- Церковь Успения Божией Матери в г. Ногайске Бердянского уезда (1868, не сохранилась)
- Церковь Илии Пророка (1886—1889), г. Самара, Ильинская площадь, взорвана в 1932 г.[12].

## Награды
- орден Св. Анны 3-й ст. (1852)
- орден Св. Станислава 2-й ст. (1860)
- орден Св. Анны 2-й ст. с императорской короной (1864)
- орден Св. Владимира 3-й ст. (1866)
- орден Св. Станислава 1-й ст. (1871)
- орден Св. Анны 1-й ст. (1874)
- орден Св. Владимира 2-й ст. (1880)
- орден Белого орла (1885)
- орден Св. Александра Невского (1896)

иностранный
- датский орден Данеброг, командорский крест 2-й ст. (1867)

### Семья
Женился на обрусевшей француженке Ольге Фейгин (Feyguine, 1838—16.06.1900), от которой имел трёх сыновей и дочь Ольгу[уточнить]. Сыновья Эрнеста Ивановича тоже стали инженерами:
- Георгий-Генрих-Владимир Эрнестович (18.01.1872—?) стал военным инженером, дослужился в Российской армии до чина подполковника, после 1917 года участвовал в Белом движении. Был женат на дочери санкт-петербургского городского головы П. И. Лелянова, а после её смерти — на Юлии-Оттилии-Амалии Сиверс.
- Евгений Эрнестович Жибер окончил Петербургский университет, инженер-строитель, юрист. Стал мужем поэтессы Мирры Лохвицкой, у них было пятеро сыновей.
- Александр Эрнестович Жибер (? — 01.08.1916[13]) стал инженером путей сообщения, проектировал железнодорожный мост в Риге, получил чин действительного статского советника.
- Франц Эрнестович Жибер (? — 10.02.1917[14]).